# 하트풀 재팬
NPO법인 하트풀 재팬(일본어: ハートフル・ジャパン, Heartful Japan)은 일본의 역이나 길거리에서 어려움을 겪고 있는 외국인에게 다가가 도움을 주자는 운동을 펼치는 자원봉사단체이다. 남녀노소를 불문하고 일본인이 부담없이 작은 국제 친선이나 국제 교류 기회를 만드는 것을 목적으로 하고 있다. 2006년 3월 발족했다.
일본의 국토교통성이 추진하는 Visit Japan 캠페인에 참가하고 있다. 현재는 도쿄 지하철 (오모테산도역에서 활동을 실시하고 있다) 등, 교통기관의 역에서, 외국인에게 길안내 등 자원봉사 활동, 세미나 등을 통한 국제 교류 활동을 하고 있다.
2006년 6월 6일, 일본의 관광 기업 톱 투어 주식회사는, NPO법인 하트풀 재팬의 활동을 지원한다는 내용의 보도자료를 내놓았다.